# لاس ترس وییاس
لاس ترس وییاس (به اسپانیایی: Las Tres Villas)دهستانی در استان آلمریای اسپانیا است.
در این دهستان ۵۸۷ نفر زندگی می‌کنند. مساحت این دهستان ۸۵ کیلومتر مربع است.